# 兰迪
兰迪是葡萄牙波尔图区的一个堂区。总面积2.11平方公里，总人口962人，人口密度455.9人/平方公里。